# Ryan Talbot
Ryan Talbot (* 7. Oktober 2000 in Alto, Michigan) ist ein US-amerikanischer Leichtathlet, der sich auf den Zehnkampf spezialisiert hat.

## Sportliche Laufbahn
Ryan Talbot wuchs in Michigan auf und studiert seit 2020 an der Michigan State University. Erste internationale Erfahrungen sammelte er im Jahr 2023, als er bei den Panamerikanischen Spielen in Santiago de Chile mit 7742 Punkten die Bronzemedaille im Zehnkampf hinter dem Chilenen Santiago Ford und José Santana aus Brasilien gewann.

## Persönliche Bestleistungen
- Zehnkampf: 8064 Punkte, 14. Mai 2022 in Minneapolis